# Gaspard de Galbert
Pour les articles homonymes, voir Galbert.
Le vicomte Gaspard de Galbert de Rochenoire, né à Grenoble le 18 mai 1752 et mort le 9 avril 1807 à Basse-Terre, est un officier de marine français.

## Biographie
Il servit dans la marine royale sous l'Ancien Régime, et fut successivement garde-marine en 1766, enseigne de vaisseau en 1773, lieutenant de vaisseau en 1779, chevalier de Saint-Louis en 1781, capitaine de compagnie en 1784, et major de vaisseau en 1786. 
Embarqué sur le Sagittaire, il resta en croisière devant l'île de Corse du 11 juin au 10 décembre 1768, coopéra en 1770 au bombardement de Tunis, passa en Martinique sur la corvette l'Étourdie, revint en France sur la corvette l'Oiseau, reprit la mer sur la Licorne, puis, sur le Solitaire. 
Il prit part à la bataille d'Ouessant, et fit campagne sur l'Artésien, dans l'escadre de La Motte-Piquet, du 1er novembre 1778 au 8 janvier 1781. En 1779, il avait été mis à l'ordre du jour de la flotte pour sa brillante conduite au siège de Savannah, où il commandait les compagnies de débarquement, et avait reçu pour ce fait la croix de l'ordre de Cincinnatus de la part de Washington, dont l'amiral d'Estaing lui transmit, dans une lettre des plus flatteuses, les remerciements personnels.
Nommé député aux états du Dauphiné en 1788, il fut élu, l'année suivante, député aux États généraux. par la colonie de la Guadeloupe, où il s'était marié en secondes noces avec la cousine germaine de sa première femme, Mlle Marie Marre de Boischerry.
Galbert fut promu capitaine de vaisseau le 1er janvier 1792, mais la marche des événements, qu'il désapprouvait, lui fit donner sa démission le 12 mars suivant. Rentré en France, il rendit à Madame Royale, plus tard duchesse d'Angoulême, des services en récompense desquels ses descendants et alliés pouvaient être élevés aux frais de la famille royale. 
Le gouvernement consulaire nomma Galbert conseiller assesseur à la cour d'appel de la Guadeloupe (16 fructidor an XI), fonctions qu'il exerça jusqu'à sa mort.